# Eruga draperi
Eruga draperi là một loài tò vò trong họ Ichneumonidae.